# Бураковское общество
Бураковское общество — сельское общество, входившее в состав Авдеевской волости Пудожского уезда Олонецкой губернии.

## Общие сведения
Волостное правление находилось в селении Авдеевская.
В настоящее время территория общества относится к Авдеевскому сельскому поселению Пудожского района Республики Карелия.
Фамилия «Бураков» встречается на севере. Происходит из слова «бурак», означающего «цилиндрическое лукошко из бересты».

## Населённые пункты
Согласно «Спискам населённых мест Олонецкой губернии» по переписям 1873 и 1905 годов общество состояло из следующих населённых пунктов:
| № | Населённый пункт            | Расстояние до волостного правления в верстах | Количество семей (1905) | Всего жителей (1905) | Всего жителей (1873) |
| - | --------------------------- | -------------------------------------------- | ----------------------- | -------------------- | -------------------- |
| 1 | Бураковская                 | 3                                            | 38                      | 185                  | 96                   |
| 2 | Кисляковская                | 3                                            | 17                      | 92                   | 57                   |
| 3 | Новинское (Купецкий погост) | 3                                            | 4                       | 25                   | 19                   |
| 4 | Лядинская                   | 4                                            | 22                      | 162                  | 102                  |
| 5 | Роймовская                  | 4                                            | 3                       | 22                   | 12                   |
| 6 | Сарозеро (Сарозерская)      | 15                                           | 7                       | 54                   | 51                   |
| 7 | Ижгорская                   | 12                                           | 20                      | 120                  | 62                   |
| 8 | Коппалозерская              | 21                                           | 7                       | 56                   | 27                   |

## Население
- Крестьянское — 706 человек
- Некрестьянское — 10 человек
- Всего — 716 человек